# Kristina Sergejewna Spiridonowa
Kristina Sergejewna Spiridonowa (russisch Кристина Сергеевна Спиридонова; * 21. August 1998 in Ufa) ist eine russische Freestyle-Skierin. Sie startet in der Disziplin Aerials (Springen).

## Werdegang
Spiridonowa startete erstmals im Dezember 2012 in Ruka im Europacup. Im März 2014 wurde sie russische Aerials-Meisterin. In der Saison 2014/15 kam sie im Europacup viermal unter die ersten Zehn. Dabei holte sie in Minsk ihre ersten Europacup-Siege und belegte zum Saisonende den dritten Platz in der Aerials-Disziplinenwertung. Im Weltcup debütierte sie am 21. Februar 2015 in Moskau; sie sprang auf Platz 11 und gewann sogleich die ersten Weltcuppunkte. Bei den Juniorenweltmeisterschaften 2015 in Chiesa in Valmalenco wurde sie Neunte. In der Saison 2015/16 erreichte sie im Europacup sechs Top-10-Platzierungen, darunter zweimal Platz 3, einmal Platz 2 und einmal Platz 1. Sie belegte damit zum Saisonende den zweiten Platz in der Aerials-Disziplinenwertung. Bei den Juniorenweltmeisterschaften 2016 in Minsk kam sie auf den sechsten Platz.
Nach Platz 11 und 10 beim Weltcup in Beida Lake zu Beginn der Saison 2016/17 erreichte Spiridonowa am 14. Januar 2017 in Lake Placid mit dem dritten Platz ihre erste Weltcup-Podestplatzierung. Es folgten drei Top-10-Resultate und zum Saisonende der siebte Platz im Aerials-Weltcup. Bei den Weltmeisterschaften 2017 in der Sierra Nevada wurde sie Neunte. In der Weltcupsaison 2017/18 etablierte sie sich an der Weltspitze. Sie errang je einen zweiten und dritten Platz, was in der Aerials-Disziplinenwertung für den dritten Rang reichte.

## Erfolge

### Olympische Spiele
- Pyeongchang 2018: 11. Aerials

### Weltmeisterschaften
- Sierra Nevada 2017: 9. Aerials

### Weltcup
Spiridonowa errang im Weltcup bisher drei Podestplätze.
Weltcupwertungen:
| Saison  | Gesamt | Gesamt | Aerials | Aerials |
| Saison  | Platz  | Punkte | Platz   | Punkte  |
| ------- | ------ | ------ | ------- | ------- |
| 2014/15 | 137.   | 3,43   | 28.     | 24      |
| 2015/16 | 150.   | 2,67   | 30.     | 16      |
| 2016/17 | 29.    | 33,29  | 7.      | 233     |
| 2017/18 |        |        | 3.      | 237     |

### Europacup
- Saison 2014/15: 3. Aerials-Disziplinenwertung
- Saison 2015/16: 2. Aerials-Disziplinenwertung
- 6 Podestplätze, davon 3 Siege

### Juniorenweltmeisterschaften
- Chiesa in Valmalenco 2015: 9. Aerials
- Minsk 2016: 6. Aerials

### Weitere Erfolge
- 1 russischer Meistertitel (2014)